# Boyne Valley Provincial Park
Boyne Valley Provincial Park är en park i Kanada.   Den ligger i provinsen Ontario, i den sydöstra delen av landet, 400 km väster om huvudstaden Ottawa. Boyne Valley Provincial Park ligger 424 meter över havet.
Terrängen runt Boyne Valley Provincial Park är lite kuperad. Närmaste större samhälle är Shelburne, 7,7 km väster om Boyne Valley Provincial Park. 
Omgivningarna runt Boyne Valley Provincial Park är en mosaik av jordbruksmark och naturlig växtlighet. Runt Boyne Valley Provincial Park är det ganska glesbefolkat, med 29 invånare per kvadratkilometer.